# Jukka Jalonen
Jukka Pertti Juhani Jalonen (* 2. listopadu 1962 Riihimäki) je finský hokejový trenér a bývalý hokejista. Od roku 2019 je hlavním trenérem finské hokejové reprezentace. Vedl ji již v letech 2008–2013. V letech 2011, 2019 a 2022 s ní vybojoval zlaté medaile na mistrovství světa. Roku 2021 to bylo stříbro. Finskou reprezentaci přivedl ke zlatým medailím i v únoru 2022 na Zimních olympijských hrách v Pekingu. Šlo o první olympijský triumf v dějinách finského hokeje. Na olympiádě ve Vancouveru roku 2010 dovedl národní tým k bronzu. V letech 2016 až 2018 byl hlavním trenérem klubu Jokerit Helsinky. Trénoval také finské hokejisty do 20 let, v roce 2016 s nimi vyhrál světový šampionát.